# Château de Chambonnet
Le château de Chambonnet est un château situé à Dompierre-sur-Besbre, en France.

## Localisation
Le château est situé sur la commune de Dompierre-sur-Besbre, dans le département de l'Allier en région d'Auvergne-Rhône-Alpes.

## Description
Le château de Chambonnet a été construit au XVIe siècle. Il consiste principalement en une tour circulaire en briques avec tourelle d'escalier demi hors-œuvre et chemin de ronde couvert. Il contient des peintures murales également réalisées au XVIe siècle.

## Historique
L'édifice est inscrit au titre des monuments historiques en 2001, pour l'édifice comme pour les décors peints qu'il contient.